# Stany pruskie
Stany pruskie (także, sejm(ik) pruski, sejm(ik) (generalny) Prus Królewskich, stany Prus Królewskich, Pruski Sejm Krajowy, niem. Preußischer Landtag) – organ przedstawicielski w Prusach. Jego historia sięga instytucji okresu zakonu krzyżackiego, po raz pierwszy zwołanej w dekadzie 1370. Później uległ transformacji w sejmik generalny szlachecki dla Prus Królewskich (obradował w Malborku lub Grudziądzu). Po rozbiorach, w ograniczonej formie przetrwał w Królestwie Pruskim (później, Cesarstwie Niemieckim).
W początkowym okresie na czele stanów stał biskup warmiński. Rada ta podlegała królowi. Dużą rolę w radzie odgrywały najbogatsze miasta, tzw. wielkie miasta pruskie: (Toruń, Gdańsk, Elbląg), które posiadały tam swych przedstawicieli, a także same posiadały dużą autonomię i przywileje prawnoustrojowe.
W sprawach najważniejszych, zwłaszcza podatkowych, zwoływano Ogólne zgromadzenie stanów, które się składało z dwóch izb: ziemskiej (prałaci, urzędnicy ziemscy i szlachta) oraz miejskiej (przedstawiciele mniejszych miast). Dla podjęcia ostatecznych uchwał zbierały się izby połączone.
Na początku XVI wieku ukształtował się prowincjonalny sejm pruski, który składał się z dwóch izb: rady (zwanej też senatem) oraz izby niższej, w skład której wchodzili:
- posłowie szlacheccy wybierani na sejmikach wojewódzkich
- koło mieszczańskie, zwane inaczej gremium miast mniejszych

## Literatura dodatkowa
- Zbigniew Naworski (1992). Sejmik generalny Prus Królewskich 1569–1772: organizacja i funkcjonowanie na tle systemu zgromadzeń stanowych prowincji. Uniwersytet Mikołaja Kopernika. ISBN 978-83-231-0319-6.
- Stany Prus Królewskich a Rzeczpospolita Polska w latach 1526–1660. Wydawnictwo Gdańskie. 1983.